# Anto Đapić
Anto Đapić (Čaprazlije, Livno, 22. kolovoza 1958.) hrvatski je političar, saborski zastupnik u više mandata, bivši predsjednik HSP-a i bivši osječki gradonačelnik.

## Podrijetlo i mladost
Rodio se 22. kolovoza 1958. u selu Čaprazlijama kod Livna, od oca Ivana i majke Miroslave, u obitelji podrijetlom iz Sinjske krajine (iz Bitelića).
Nakon 2. svjetskog rata Đapićev otac i stričevi odlaze na privremeni rad u Njemačku, a majka s Antom 1962. godine seli u Osijek. Iste godine kada mu je UDBA prvi put privela oca na informativni razgovor 1965., Anto kreće u osnovnu školu. U Opću gimnaziju Braća Ribar u Osijeku upisuje se 1973., a najviše sklonosti pokazuje za povijest, književnost i filozofiju. Za vrijeme školovanja majka mu gine u prometnoj nesreći, prenoseći emigrantske propagandne materijale koje je jedan policajac sklonio s mjesta nesreće iako nije poznavao njegovu majku.
Anto ostaje sam s bratom, a da bi zaradio nešto novaca kopa bunare po slavonskim selima i raznosi otrov za štakore dok ljeti odlazi ocu u Njemačku, gdje radi na crno. Nakon mature upisuje Pravni fakultet u Osijeku, koji završava nakon šest godina. Za svoju težinu jednom će reći: "Uvijek sam bio boležljiv i mršav, sve do odsluženja jugoarmijskog roka, koji sam odradio, krvavo odradio u Zaječaru. Tek sam se nakon toga 'popravio', što bi rekao naš narod. Malo sam se udebljao." Vojsku je služio u Zaječaru (Srbija).

## Politička karijera
Demokratske promjene u Hrvatskoj je dočekao angažiranjem na utemeljenju osječkog ogranka HDZ-a, gdje je čak bio članom Središnjeg odbora, ali je zbog javnog pozdravljanja sa "Za dom spremni" na Prvom saboru HDZ-a isključen iz stranke. Nakratko se bio povukao iz političkog života, no vrlo skoro se opet pokrenuo u političkom životu te 1991. prilazi HSP-u, kojemu je onda bio na čelu Dobroslav Paraga. Nakon ubojstva potpredsjednika stranke, Ante Paradžika, Đapić je privremeno postavljen na mjesto potpredsjednika, a tu dužnost je trebao obavljati do idućeg Sabora stranke.
Nakon Paradžikovog ubojstva, Đapić je bio privremeni vršitelj dužnosti načelnika glavnog stožera HOS-a, sve do 1. srpnja 1992. kada ga je u Ljubuškom smjenio izabrani novi načelnik general bojnik Ante Prkačin. Na izborima iste godine Đapić je izabran za saborskog zastupnika, i redoviti je saborski zastupnik do danas.
Nakon što mu je Središnji odbor HSP-a odbio prijedlog o sazivanju izvanrednog Sabora stranke (redovni Sabor je bio zakazan za veljaču 1995.) Đapić je u srpnju 1993. isključen iz stranke. Dok je Paraga bio u SAD-u, Đapićevi pristaše 11. rujna 1993. organiziraju čuveni "Kutinski sabor" HSP-a te Đapić biva "izabran" za predsjednika stranke. Sud donosi odluku da Đapić ima pravo na korištenje imena HSP. Iste godine na izborima, njegova stranka osvaja 5,1% glasova, točno koliko je potrebno za ulazak u Sabor.
Dana 10. travnja 1997. Đapić sudjeluje na proslavi godišnjice utemeljenja Nezavisne Države Hrvatske u Splitu. U listopadu 2003. ograđuje se od Ustaškog pokreta nazivajući ga "gubitničkim".

U saborskom mandatu koji mu je počeo teći od 22. prosinca 2003., ušao je kao zastupnik koji je dobio glasove iz 4. izborne jedinice (županije Virovitičko-podravska i Osječko-baranjska).
Uz pomoć glasova članova HDSSB-a, članova stranke Branimira Glavaša, 2005. je postao osječkim gradonačelnikom smjenjujući dotadašnjeg, Zlatka Kramarića.
Na izborima za Hrvatski sabor u studenom 2007., Đapićeva stranka doživljava veliki poraz jer je Đapić jedini izabrani zastupnik iz HSP-a.
U travnju 2008. gradonačelnik Osijeka postaje Gordan Matković, član HSP-a i bivši pripadnik HOS-a. U siječnju 2009. Matković podnosi ostavku, a 23. siječnja 2009. Đapić ponovno postaje gradonačelnik Osijeka. Na toj dužnosti ostaje svega nekoliko mjeseci do lokalnih izbora u svibnju 2009.
Dužnost predsjednika HSP-a obnašao je do studenog 2009. kada ga je zamijenio Daniel Srb.

## Kritike
Pojedini Osječani mu uskoro zamjeraju napuštanje grada u vrijeme najžešćih napada, dok on uzvraća da je bio načelnik stožera HOS-a. Na tom mjestu ostaje do svibnja 1992. kada je smijenjen, ali odbija predati dužnost sve do sukoba s Antom Prkačinom u Ljubuškom. Tom prigodom Prkačin ga je ispljuskao .
Kritičari unutar desnice mu spočitavaju lošu politiku i srozavanje stranke. Spočitavano mu je da je stranku od Starčevićeve napravio HDZ-ovog poltrona i malu strančicu čiji se članovi političkim dogovorima bore za fotelje i za osobnu korist.

## Vanjske poveznice
- Razgovor za "Slobodnu Dalmaciju"